# Неотектоника
Неотектоника је дисциплина тектонике, која се бави проучавањем покрета и деформација Земљине коре (геолошки и геоморфолошки), који су, посматрајући у геолошком времену, скори или тренутни. Тако се период деловања неотектонских покрета у геологији сматра неотектонским периодом, а њему претходи палеотектонски период.
Неотектонски период је први пут поменут 1948. године у раду Владимира Обручева, где се наводи да су "скорашњи тектонски догађаји, који су се догодили у млађем терцијару (неоген) и у квартару, имали есенцијалну улогу у формирању данашњег рељефа". Од тада међу геолозима не постоји слагање о томе колика је старост „геолошки скорашњег дешавања“, па се неотектонски период најчешће сматра најмлађим тектонским периодом који траје и данас. Неки аутори сматрају да је неотектонски период практично синоним за термин „активна тектоника“, док други датирају неотектонске процесе од средине миоцена до данас. Ипак, постоји генерално мишљење да тачно време трајања неотектонског периода може бити различито за различите геолошке средине, те да се овај период мора продужити довољно у геолошку историју тако да омогући правилно познавање тренутне тектонске активности.

## Утицај неотектонских покрета
Под непосредним утицајем младих тектонских поремећаја јављају се на Земљиној површини сеизмички покрети, како на копну тако и на дну океанских и морских басена. Сеизмички покрети манифестују се појавом земљотреcа. Њиховим деловањем постају у рељефу Земљине површине трусни облици.
Из изнетог се види да ови млађи тектонски покрети у литосфери имају, поред геолошког, и крупан геоморфолошки значај, јер се под њиховим утицајем стварају разни облици у рељефу Земљине повшине.